# Исчезнувшие населённые пункты Самарской области
Исчезнувшие населенные пункты Самарский области — перечень прекративших существование населённых пунктов на территории современной Самарской области.
В силу разных причин они были покинуты жителями, или включены в состав других населённых пунктов.
Перечень населенных пунктов, снятых с учета, согласно Реестру административно-территориального деления Саратовской области на 2019 год имеет 86 названий.

## Алексеевский район
2001 год. Упразднены село Новониколаевка и деревня Грековка.

## Безенчукский район
2001 год. Поселок Дачный Песоченской волости.

## Большечерниговский район
2001 год. Упразднены: кошара Воронов мост, кошара Зубовский, кошара Мирониха (Глушицкая волость), поселок Петровский, дом Вандышевых - кошара (Шумовская волость).
2004 год. кошара Южная Черемушка.

## Борский район
2001 год. Село Землянка.

## Исаклинский район
2001 год. Упразднены поселок Михайловка, село Каргала, деревни Михайловка, Новообошино,  Средняя Алексеевка.

## Камышлинский район
2001 год. населенный пункт Мазгут

## Кинель-Черкасский район
1988 год. В состав Отрадного вошли посёлки Алексеевка, Осиновка, Степана Разина (Решение Самарского облисполкома № 100 от 9 марта 1988 года «О включении в состав города Отрадный посёлков Осиновка, Алексеевка и Степана Разина Мухановского сельского совета Кинель-Черкасского района»).
2004 год. Упразднены населенные пункты поселок Липовая Роща и поселок Дальний.

## Похвистневский район
2011 год.  поселок Подбельщина сельского поселения Мочалеевка

## Челно-Вершинский район
2002 год. село Старая Таяба